# Liste der Naturdenkmale in Regis-Breitingen

Wappen von Regis-Breitingen

Lage von Regis-Breitingen

In der Liste der Naturdenkmale in Regis-Breitingen werden die Einzel-Naturdenkmale, Geotope und Flächennaturdenkmale 
in der Gemeinde Regis-Breitingen im Landkreis Leipzig und ihren Ortsteilen Hagenest, Ramsdorf und Wildenhain aufgeführt.
Bisher sind laut der angegebenen Quellen 1 Einzel-Naturdenkmal, 0 Geotope und 0 Flächennaturdenkmale bekannt und hier aufgelistet.
Die Angaben der Liste basieren auf Daten der Bekanntmachungs-Seite des Landkreises und den Daten auf dem Geoportal des Landkreises Leipzig.

## Definition
„Gesetz über Naturschutz und Landschaftspflege (BNatSchG), § 28 Naturdenkmäler:
 Naturdenkmäler sind rechtsverbindlich festgesetzte Einzelschöpfungen der Natur oder entsprechende Flächen bis zu fünf Hektar, deren besonderer Schutz erforderlich ist
1. aus wissenschaftlichen, naturgeschichtlichen oder landeskundlichen Gründen oder
2. wegen ihrer Seltenheit, Eigenart oder Schönheit.“

„SächsNatSchG, § 18 Naturdenkmäler (zu § 28 BNatSchG):
1. Die Erklärung nach § 22 Abs. 1 BNatSchG von Teilen von Natur und Landschaft als Naturdenkmal erfolgt durch Rechtsverordnung oder Einzelanordnung.
2. Über § 28 Abs. 1 BNatSchG hinaus können Naturdenkmäler zur Sicherung von Lebensgemeinschaften oder Lebensstätten von im Bestand gefährdeten oder streng geschützten Arten festgesetzt werden.“

## Legende
- Bild: zeigt ein vorhandenes Foto des Naturdenkmals.
- ND/GEO/FND-Nr: zeigt die jeweilige Nr. des Objekts – ND (Einzel-)Naturdenkmal, GEO Geotope oder FND (Flächen-Naturdenkmal)
- Beschreibung: beschreibt das Objekt näher
- Koordinaten: zeigt die Lage auf der Karte
- Quelle: Link zur Referenzquelle

## (Einzel-)Naturdenkmale (ND)
| Bild         | ND-Nr. | Ortsteil | Alter   | Beschreibung                                                                        | Koordinaten                                    | Quellen                       |
| ------------ | ------ | -------- | ------- | ----------------------------------------------------------------------------------- | ---------------------------------------------- | ----------------------------- |
| Bild gesucht | ND 104 | Hagenest | um 1846 | Stieleiche (Quercus robur) am Südufer des Unterteich (auch als Luthereiche bekannt) | 51° 5′ 13″ N, 12° 21′ 39″ O (Flurstück-Nr. 64) | SG Naturschutz: VO 2020-07-15 |